# Полянка (Червенський район)
Полянка (біл. вёска Палянка) — село в складі Червенського району Мінської області, Білорусь. Село підпорядковане Лядівській сільській раді, розташоване в центральній частині області.